# Heather Burns
Heather Burns, född 7 april 1975 i Chicago, är en amerikansk skådespelare. Hon är främst känd för biroller i romantiska komedier som Du har mail, Miss Secret Agent och En förtrollad romans.

## Filmografi (i urval)
- 1998 – Du har mail
- 2000 – Miss Secret Agent
- 2002 – Two Weeks Notice - Kärlek på jobbet
- 2003 – Kill the Poor
- 2005 – En förtrollad romans
- 2005 – Miss Secret Agent 2
- 2005 – Brooklyn Lobster
- 2006 – Pojkar vill... Killar kan!
- 2006–2008 – Twenty Good Years (TV-serie)
- 2007 – Watching the Detectives
- 2009 – Breaking Upwards
- 2009 – Ashes
- 2009–2011 – Bored to Death (TV-serie)
- 2010 – Weakness
- 2011 – Valley of the Sun
- 2011 – What's Your Number?
- 2012 – The Fitzgerald Family Christmas
- 2016 – Manchester by the Sea